# Ieva Cederštrēma-Volfa
Ieva Cederštrēma-Volfa (* 13. April 1969 in Cēsis) ist eine ehemalige lettische Biathletin.
Ieva Cederštrēma lebt in Cēsis und arbeitet als Feuerwehrfrau. 1987 begann sie mit dem Biathlonsport. Seit der Saison 1991/92 startet die im Biathlon-Weltcup und gewann im Laufe der Saison ihre ersten Punkte. In Kontiolahti konnte sie in der Saison 1992/93 als Achte eines Sprints erstmals unter die besten Zehn laufen. 1994 schaffte die Lettin in Antholz mit Platz sieben in einem Einzel ihr bestes Weltcupergebnis. Es folgte mit den Olympischen Spielen 1994 in Lillehammer ein erster Karrierehöhepunkt. Im Einzel belegte Cederštrēma den 30., im Sprint den 28. Platz. Bei den Biathlon-Weltmeisterschaften 1995 in Antholz kamen die Ränge 30 im Einzel und 49 im Sprint hinzu. 1996 wurde sie in Ruhpolding 58. des Einzels und 44. des Sprints. Cederštrēmas letzte Weltmeisterschaft wurden die Welttitelkämpfe 1997 in Osrblie, bei denen sie 15. des Einzels wurde und damit eines ihrer besten internationalen Resultate erreichte. Zudem wurde die Lettin 70. des Sprints. Letztes Großereignis wurden die Olympischen Winterspiele 1998 in Nagano, wo Cederštrēma auf den 25. Platz im Einzel und den 34. Rang im Sprint kam. Nach der Saison beendete sie ihre Karriere.

## Biathlon-Weltcup-Platzierungen
Die Tabelle zeigt alle Platzierungen (je nach Austragungsjahr einschließlich Olympische Spiele und Weltmeisterschaften).
- 1.–3. Platz: Anzahl der Podiumsplatzierungen
- Top 10: Anzahl der Platzierungen unter den ersten zehn (einschließlich Podium)
- Punkteränge: Anzahl der Platzierungen innerhalb der Punkteränge (einschließlich Podium und Top 10)
- Starts: Anzahl gelaufener Rennen in der jeweiligen Disziplin
- Staffel: inklusive Mixed-Staffel

| Platzierung                               | Einzel | Sprint | Verfolgung | Massenstart | Team | Staffel | Gesamt |
| ----------------------------------------- | ------ | ------ | ---------- | ----------- | ---- | ------- | ------ |
| 1. Platz                                  |        |        |            |             |      |         |        |
| 2. Platz                                  |        |        |            |             |      |         |        |
| 3. Platz                                  |        |        |            |             |      |         |        |
| Top 10                                    | 1      | 1      |            |             |      |         | 2      |
| Punkteränge                               | 3      | 5      |            |             |      |         | 8      |
| Starts                                    | 23     | 30     | 2          |             |      |         | 55     |
| Stand: Karriereende, Daten nicht komplett |        |        |            |             |      |         |        |